# الرياينة (مصر)
الرياينة إحدى قرى مركز قطور التابع لمحافظة الغربية بجمهورية مصر العربية. 

## التاريخ
أصل القرية من توابع أميوط ثم فصلت عنها في سنة 1228 هجري، كانت القرية تتبع لمركز كفر الشيخ بمديرية الفؤادية في تعداد عام 1882، وظلت كذلك حتى ضمت إلى مركز قطور الذي أنشئ في عام 1948.

## السكان
بلغ عدد سكان الرياينة 3368 نسمة حسب تقدير عام 2018.
| السنة  | 1882 | 1897 | 1907 | 1960 | 1976 | 1986 | 1996 | 2006  | 2018 |
| ------ | ---- | ---- | ---- | ---- | ---- | ---- | ---- | ----- | ---- |
| القرية | 439  | 522  | 589  | 1605 | 2396 | 2886 | 3228 | 3,808 | 3368 |